# Encore (álbum de DJ Snake)
Encore es el álbum de estudio debut del productor francés de música electrónica DJ Snake, lanzado el 5 de agosto de 2016 por Interscope Records. El lanzamiento fue precedido por el sencillo "Middle" con el cantante inglés Bipolar Sunshine, liberado en octubre de 2015, el cual logró la posición #20 en el top de Francia y Estados Unidos, la posición #10 en Reino Unido y #5 en Australia, el sencillo "Talk" con el vocalista australiano George Maple, fue lanzado en junio de 2016, el cual logró la posición #39 en Francia. La canción "Propaganda" y "Ocho Cinco" también estuvieron disponibles vía iTunes antes del estreno del álbum.

## Rendimiento comercial
En Estados Unidos, Encore debutó número 8 en los Billboard 200, con 32,400 álbumes equivalentes en unidades, es el primer álbum de Snake en llegar a la lista de los diez más populares. El álbum vendió 7,796 copias y presumió de 16.9 millones de reproducciones en stream en su primera semana. Encore fue el primer álbum de Snake en debutar número uno en Billboard Top Dance/Electronic Albums.

## Lista de canciones
| Encore |                                                      |              |          |  |
| N.º    | Título                                               | Escritor(es) | Duración |  |
| 1.     | «Intro (A86)»                                        | Grigahcine   | 1:23     |  |
| 2.     | «Middle» (con Bipolar Sunshine)                      | Grigahcine   | 3:40     |  |
| 3.     | «Sahara» (con Skrillex)                              | Grigahcine   | 4:18     |  |
| 4.     | «Sober» (con JRY)                                    | Grigahcine   | 3:26     |  |
| 5.     | «Pigalle» (con Moksi)                                | Grigahcine   | 4:23     |  |
| 6.     | «Talk» (con George Maple)                            | Grigahcine   | 3:57     |  |
| 7.     | «Ocho Cinco» (con Yellow Claw)                       | Grigahcine   | 3:42     |  |
| 8.     | «The Half» (con Jeremih, Young Thug and Swizz Beatz) | Grigahcine   | 3:37     |  |
| 9.     | «Oh Me Oh My» (con Travis Scott, Migos and G4shi)    | Grigahcine   | 4:16     |  |
| 10.    | «Propaganda»                                         | Grigahcine   | 4:09     |  |
| 11.    | «4 Life» (con G4shi)                                 | Grigahcine   | 3:33     |  |
| 12.    | «Future, Pt. 2» (con Bipolar Sunshine)               | Grigahcine   | 3:42     |  |
| 13.    | «Let Me Love You» (con Justin Bieber)                | Grigahcine   | 3:25     |  |
| 14.    | «Here Comes the Night» (con Mr Hudson)               | Grigahcine   | 4:46     |  |

| Encore – Target bonus tracks |                                           |               |          |  |
| N.º                          | Título                                    | Escritor(es)  | Duración |  |
| 15.                          | «True Love»                               |               | 3:21     |  |
| 16.                          | «You Know You Like It» (DJ Premier Remix) | Aluna Francis | 4:07     |  |

## Posicionamiento
| Listas (2016)                            | Mejor posición |
| ---------------------------------------- | -------------- |
| Australia (ARIA)                         | 10             |
| Austria (Ö3 Austria)                     | 42             |
| Bélgica (Ultratop flamenca)              | 22             |
| Bélgica (Ultratop valona)                | 11             |
| Canadá (Billboard Canadian Albums)       | 5              |
| Dinamarca (Hitlisten)                    | 4              |
| Países Bajos (Album Top 100)             | 14             |
| Finlandia (Suomen Virallinen Lista)      | 10             |
| French Albums (SNEP)                     | 4              |
| Alemania (Offizielle Top 100)            | 73             |
| Irlanda (IRMA)                           | 76             |
| Italian Albums (FIMI)                    | 95             |
| Japón (Oricon)                           | 33             |
| Corea del Sur (Gaon)                     | 32             |
| Nueva Zelanda (Recorded Music NZ)        | 13             |
| Noruega (VG-lista)                       | 2              |
| Escocia (Scottish Albums Chart)          | 78             |
| Swedish Albums (Sverigetopplistan)       | 6              |
| Suiza (Schweizer Hitparade)              | 14             |
| Reino Unido (UK Albums Chart)            | 46             |
| Reino Unido (UK Dance Albums)            | 1              |
| Estados Unidos (Billboard 200)           | 8              |
| Estados Unidos (Dance/Electronic Albums) | 1              |
| Estados Unidos (Digital Albums)          | 12             |

## Certificaciones
| País   | Organismo certificador | Certificación                  | Ventas certificadas | Ref.   |
| ------ | ---------------------- | ------------------------------ | ------------------- | ------ |
| México | AMPROFON               | 2× Diamante + 4× Platino + Oro | 870,000             | [ 36 ] |